# Listă de filme SF de groază
Aceasta este o listă de filme artistice notabile în genurile științifico-fantastic și de groază în ordine alfabetică (după titlul original):

## 0-9
- 2019, After the Fall of New York
- 28 Days Later (După 28 de zile)
- 28 Weeks Later (După 28 de săptămâni)
- 28 Years Later (După 28 de ani)
- 4D Man
- 9 (2009)
- 10 Cloverfield Lane (Strada Cloverfield 10, 2016)

## A
- Absurd (italiană: Rosso Sangue; sau Anthropophagus 2, Monster Hunter, Horrible sau The Grim Reaper 2)
- Alien (franciză) și Alien vs. Predator
  - Alien (1979)
  - Aliens (1986)
  - Alien 3 (1992)
  - Alien: Renașterea (1997)
  - Prometheus (2011)
  - Alien vs. Predator (2004)
  - Aliens vs. Predator: Requiem (2007)
- Alien Abduction (Camera de tortură) (2005)
- Alien Abduction (2014)
- Alien: Covenant (2017)
- Alien Express
- Alien Invasion Arizona
- Alien Massacre
- Alien vs. Predator
- The Alien Within
- Almost Human (2013)
- Alone in the Dark (film din 2005)
- Alraune (film din 1918)
- Alraune (film din 1928)
- Alraune (film din 1930)
- Alraune (film din 1952)
- Alraune, die Henkerstochter, genannt die rote Hanne
- Altered (film)
- Altered Species
- The Ape Man
- Apollo 18 (film)
- Area 51 (2013)
- Arcade (1993)
- The Astounding She-Monster (1957)
- The Astro-Zombies (1968)
- The Astronaut's Wife (1999)
- Ataque de Pánico! (2009)
- The Atomic Space Bug (1999)
- Attack of the Mushroom People (1963)
- Attack of the Puppet People (1958)
- Attack of the Sabretooth (2005)
- Attack the Block (2011)
- Avalanche Sharks (2013)
- Aversion (2009)
- AVH: Alien vs. Hunter (2007)

## B
- Bad Taste (1987)
- Behemoth, the Sea Monster (1959)
- The Being (1983)
- Beyond the Black Rainbow (2010)
- Blackbirds at Bangpleng (1994)
- The Blackout (2009)
- Bleeders (1997)
- The Blood Beast Terror (1967)
- Bloodsuckers (2005)
- The Brain (1988)
- Bride of the Monster (1955)
- The Blob (Picătura, 1988)
- The Blob (Picătura, 1958)
- The Body Snatchers:
  - Invasion of the Body Snatchers (1956)
  - Invasion of the Body Snatchers (1978)
  - Body Snatchers (1993)
  - The Invasion (2007)
- The Box (2009)
- A Boy and His Dog (1975)
- Brainscan (1994)
- The Brood (1979)

## C
- Camp Slaughter
- Carnosaur 2
- Carnosaur 3: Primal Species
- Carny
- The Cat
- Chemical Wedding
- Children of the Damned (1963)
- Cloverfield
- Contamination
- The Crazies (1973)
- Creature of the Walking Dead
- The Creature Walks Among Us
- Creepozoids
- Cubul (serie de filme):
  - Cubul (1997)
  - Cubul 2: Hypercube (2003)
  - Cubul Zero (2004)
- Cyclops

## D
- Dark Skies (Ceruri întunecate) (2013)
- The Dark Tower (2014)
- Day the World Ended 1955
- Daybreakers (2010)
- Dawn of the Dead (2004)
- The Day of the Triffids
- Dead Space (1991)
- Dead Space: Downfall
- Deadly Friend (Un prieten mortal)
- The Deadly Spawn
- Delicatessen
- The Devil Conspiracy (2022)
- Die, Monster, Die! (1965)
- Dnevnoi dozor (Rondul de zi)
- Donovan's Brain (Creierul lui Donovan (film)) (1953)
- Doom (2005)
- Dr. Jekyll and Sister Hyde
- Dracula 3000

## E
- Eden Log
- Eel Girl
- Ein Toter hing im Netz
- Embryo (1976)
- Empire of the Ants (film)
- Endangered Species (2003)
- Epidemic (film)
- Event Horizon (film) (Destinație mortală)
- Evolver (film)
- EXistenZ (1999)
- The Eye Creatures
- Eyes of Laura Mars (Ochii Laurei Mars)

## F
- Fiend Without a Face (1958)
- First Man into Space (1959)
- The Flesh Eaters (1964)
- Flu Bird Horror (2008)
- Seriile de filme The Fly / Musca:
  - Musca (1958)
  - Curse of the Fly (1965)
  - Musca se reîntoarce (1959)
  - Musca (1986)
  - Musca II (1989)
- The Food of the Gods (1976)
- Food of the Gods II (1989)
- Forbidden World (1982)
- Filme cu monstrul lui Frankenstein
  - Frankenstein Conquers the World (1965)
  - Frankenstein Must Be Destroyed (1969)
  - Frankenstein Unbound (1990)
- Frankenstein (1992 film) (1992)
  - Frankenstein (1994 film) (1994)
  - Frankenstein (2004 film) (2004)
  - Frankenstein (2007 film) (2007)
  - Frankenstein (2015 film) (2015)
- From Beyond (1986)
- From Hell It Came (1957)

## G
- Galaxy of Terror
- Giant from the Unknown
- Ghosts of Mars (2001)
- God Told Me To
- Godzilla (serie de filme):
  - Godzilla (1988)
  - Godzilla (1954)
  - Godzilla Raids Again
- Godzilla, King of the Monsters!
- Goke, Body Snatcher from Hell
- The Green Slime
- Grindhouse (Planeta terorii)
- Gwoemul

## H
- Hell's Highway (film)
- Hellboy - Eroul scăpat din Infern
- Seria de filme Hellraiser
- The Hidden II
- The Hideous Sun Demon (1959)
- Hollow Man
- Horror Express (Expresul groazei, 1972)
- The Host (Monstrul, 2006)
- House of the Living Dead
- The Human Race (2013)

## I
- I Am Legend (Legenda vie) (2007)
- I Am Ωmega (Eu sunt sfârșitul) (2007)
- The Incredible 2-Headed Transplant
- Inseminoid
- Infected (Dublă identitate, 2008)
- Invazia (film din 1993)
- Invazia jefuitorilor de trupuri (1956)
- Invazia jefuitorilor de trupuri (1978)
- Invazia (2007)
- Invasion from Inner Earth
- Invaders from Mars (1953)
- Invertigo (film)
- The Invisible Man's Revenge
- Island of Terror
- It Came from Beneath the Sea
- It Came from Outer Space
- It! The Terror from Beyond Space
- Izbavitelj (Mântuitorul)

## J
- Jason X (2001) (franciza Vineri 13)
- Joey (1985)

## K
- Killer Klowns from Outer Space (1988)
- The Kindred (1987)
- Kiss Me Quick!
- Komodo (1999)

## L
- The Lady and the Monster (1944)
- The Last Days on Mars (2013)
- The Last Man on Earth (1964, L'ultimo uomo della Terra)
- Last Woman on Earth (1964)
- Lady Frankenstein (1971)
- Lawnmower Man 2: Beyond Cyberspace (1996)
- Leprechaun 4: In Space (1997)
- Let Sleeping Corpses Lie  (1974)
- Life (Viață, primele semne) (2017)
- Life Blood (2009)
- Lifeforce (film) (Forța vieții) (1985)

## M
- The Mad Ghoul
- Man Made Monster
- The Man Who Changed His Mind
- The Manster
- Maximum Overdrive
- Meatball Machine
- Mega Shark vs. Crocosaurus (2010)
- Mega Shark vs. Giant Octopus (2009)
- Mesa of Lost Women
- Seria Mimic:
  - Mimic (1997)
  - Mimic 2 (2001)
  - Mimic 3: Sentinel (2003)
- Mindwarp (Brain Slasher, 1992)
- The Monolith Monsters
- Monster (1980 film)
- Monster a Go-Go
- Monster from Green Hell
- Monster from the Ocean Floor
- Monstrosity (film)
- Moon Child
- The Mummy (Mumia (franciză)):
  - The Mummy (Mumia) (1999)
- Mutants (film din 2009)
- The Mysterians (1957)

## N
- Night of the Big Heat (film din 1967)
- Night of the Blood Beast (1957)
- Night of the Creeps (Noaptea monștrilor) (1986)
- Nightflyers (Zburători de noapte) (1987)
- Nochnoi dozor (Rondul de noapte)

## O
- The Omega Man (1971)

## P
- Pandorum (2009)
- Parasite (film)
- Parasite Eve
- Seria Phantasm
  - Phantasm (1979)
  - Phantasm II
- Phase IV (1974)[1][2]
- The Pit (film)
- Plague (1978)
- Plan 9 from Outer Space (1959)
- Planet of the Vampires (Terrore nello spazio)
- Predator:
  - Predator (film) (1987)
  - Predator 2 (1990)
  - Predators (2010)
- Prințul Întunericului  (1987)
- Pitch Black (Întuneric total) (2000)
- Pontypool (film)
- Prey (1977 film)
- Pterodactyl (film)
- Pulse (1988 film)

## Q
- The Quatermass Xperiment
- Queen of Blood

## R
- Rabid
- Raging Sharks
- Repo! The Genetic Opera!
- Resident Evil:
  - Resident Evil: Experiment fatal
  - Resident Evil 2: Ultimul război
  - Resident Evil: Dispariția
  - Resident Evil: Viața de apoi
  - Resident Evil: Răsplata
- The Return of Swamp Thing
- Return of the Living Dead: Necropolis
- The Robot vs. The Aztec Mummy
- Rottweiler (film)

## S
- S.N.U.B!
- Les Saignantes
- Scanners
- Scanners II: The New Order
- Scanners III: The Takeover
- Scar (film)
- Scared to Death (1981 film)
- Sector 236 – Thor's Wrath
- Shivers (film)
- Shyness Machine Girl
- The Signal (film) (2007)
- Silent Night, Deadly Night 5: The Toy Maker
- Snakehead Terror
- Specii:
  - Specii (film)
  - Specii II
  - Specii III
  - Specii IV – Reînvierea
- The Son of Dr. Jekyll
- Splice (film)
- Spontaneous Combustion (film)
- Star Crystal
- Starship Troopers:
  - Infanteria stelară (film)
  - Starship Troopers 2: Hero of the Federation
  - Starship Troopers 3: Marauder
- The Swarm (film)
- Syngenor

## T
- Tell-Tale (Poveste fatală)
- The Terror Within
- Terminator:
  - Terminatorul
  - Terminatorul 2: Ziua Judecății (1991)
  - Terminatorul 3: Supremația Roboților (2003)
  - Terminatorul: Salvarea (2009)
- Tetsuo II: Body Hammer
- Tetsuo: The Bullet Man
- The Thaw (film)
- They Live
- They Wait
- The Thing (film din 2011) (Creatura)
- The Thing (film din 1982)
- Thirst (film din 1979)
- Top of the Food Chain

## U
- The Unborn (1991 film)
- Undead (film) (2003)
- Underworld (1985 film)
- Upír z Feratu

## V
- Videodrome
- Village of the Damned (film din 1960) (Orașul celor condamnați)
- Village of the Damned (film din 1995) (Orașul celor blestemați)
- Virus (film din 1999)
- Vizitatorii din galaxia Arkana (1981)

## W
- The War of the Gargantuas
- The War of the Worlds (film din 1953) (Războiul Lumilor (film din 1953))
- The War of the Worlds (film din 2005) (Războiul Lumilor (film din 2005))
- Watchers (film)
- Webs (Pânze de păianjen) (2003)
- Wicked City (film)
- White Noise (Vocea morții)
- White Noise 2 (Vocea morții 2)
- Wolf's Hole
- World War Z (film) (Ziua Z: Apocalipsa)
- Wyvern (film)

## X
- X (film din 1963)
- Franciza The X-Files:
  - The X-Files (film) (Dosarele X - Înfruntă Viitorul) (1998)
  - The X-Files: I Want to Believe (Dosarele X: Vreau să cred) (2008)
- X the Unknown
- Xtro
- Xtro 3: Watch the Skies
- Xtro II: The Second Encounter

## Y
- Les yeux sans visage (Eyes Without a Face) (1960)